# جنت لئون
جنت لئون (انگلیسی: Janet Leon؛ زاده ۱۹ اکتبر ۱۹۹۰) یک خواننده و ترانه سرای ایرانی تبار اهل سوئد است. وی از سال ۲۰۰۳ میلادی تاکنون مشغول فعالیت بوده‌است.